# Lacy Gibson
Lacy Gibson, né le 1er mai 1936 à Salisbury en Caroline du Nord et mort le 11 avril 2011, est un guitariste américain de blues.

## Biographie
Sa famille quitte la Caroline du Nord en 1949 et s'installe à Chicago, où il se mêle à la scène blues locale. Il côtoie entre autres Sunnyland Slim et Muddy Waters. Durant les années 1950 Lacy Gibson se produit dans les clubs de la ville, il y joue également du jazz et développe un style éclectique,.
En 1963 il entame une carrière de musicien de studio en tant que guitariste rythmique pour des artistes tels Buddy Guy, Billy "The Kid" Emerson et Willie Mabon. La même année, Lacy Gibson enregistre sa première composition, intitulée My Love Is Real, éditée par Chess Records. Il signe ensuite une série de 45 tours sur le label Repeto. Son premier album Wishing Ring paraît en 1971 chez El Saturn Records (en), label dirigé par le pianiste Sun Ra, qui est alors son beau-frère,.
Durant les années 1970, Gibson fait partie du groupe de Son Seals et l'accompagne en tournée aux États-Unis et en Europe. On peut entendre le guitariste sur l'album Live and Burning de Seals, sorti chez Alligator Records en 1978. Quatre titres de Lacy Gibson figurent sur le troisième volume de la compilation Living Chicago Blues, éditée par Alligator en 1980,.
Le second album de Lacy Gibson, intitulé Switchy Titchy et produit par Dick Shurman, est édité en 1982 par le label hollandais Black Magic. L'album Crying for My Baby rassemble des enregistrements produits par Ralph Bass, datant de 1977 et restés inédits. Le disque sort chez Delmark en 1996,.

## Discographie

### Albums
- 1971 : Wishing Ring (El Saturn)
- 1982 : Switchy Titchy (Black Magic)
- 1996 : Crying for My Baby (Delmark)